# Tobaj
Tobaj est une commune autrichienne du district de Güssing dans le Burgenland.